# DDG(X)
DDG(X)是美國海軍的下一代飛彈驅逐艦計劃，旨在開發一類水面戰鬥艦，用以接替22艘Flight II提康德羅加級巡洋艦和28艘Flight I/II阿利·伯克級驅逐艦。 該計劃是大型水面戰鬥艦（LSC）計劃的巔峰之作，該計劃是在取消 CG(X) 計劃並削減朱姆沃爾特級驅逐艦採購之後進行的。 這些艦艇將成為美國海軍主要的大型水面作戰艦艇； 與前代產品相比，它們將採用更強大的感測器，並具有更大的增長空間和重量餘量。  

## 歷史
隨著 2010 年 CG(X) 的取消，美國海軍開始針對提康德羅加級巡洋艦未來的防空任務開展新的研究和計劃。 由於巡洋艦是在斯普魯恩斯級驅逐艦船體上建造的，因此由於空間、重量和功率裕度，它們的升級潛力有限。與此同時，由於成本高昂以及重新強調大型戰鬥艦的防空和導彈防禦，朱姆沃爾特級驅逐艦的採購被嚴重削減。最終，海軍選擇升級提康德羅加號並採購配備增強型AN/SPY-6和改進戰鬥系統的 Flight III 阿利·伯克級驅逐艦，以補充提康德羅加號的防空和導彈防禦能力。
美國海軍還啟動了未來水面戰鬥艦艇（FSC）的研究，以取代提康德羅加級（提康德羅加級將在 2020 年代達到使用壽命）以及阿利·伯克級的舊型型號。 FSC 演變為大型水面戰鬥艦（LSC）項目，即 DDG(X)，項目辦公室於2021年6月成立。2022年2月，Gibbs & Cox簽約提供設計和工程支持。海軍保留主導設計角色。 

## 設計

### 船體
各種船體配置目前正在卡德羅克海軍水面作戰中心和費城海軍水面作戰中心進行測試。2022年水面作戰研討會上提出的概念描繪了排水量為 13,290 長噸（13,500 噸）的角形船體形式，傳統船首和讓人想起朱姆沃爾特級驅逐艦的上層建築。 該級未來的船舶可能會加長有效載荷模塊以獲得額外的功能。  
DDG(X) 的船體設計將吸收阿利伯克和朱姆沃爾特設計的經驗教訓和元素。 這些艦艇將能夠容納更大的導彈發射系統，提高生存能力，並為未來的增長提供空間、重量、功率和冷卻裕度。 由於這些艦艇將取代提康德羅加級巡洋艦，因此它們將擁有防空指揮和控制設施以及海軍上將工作人員的住宿。 
一些國防分析人士還指出，DDG(X) 的部分設計概念在外觀上與中國055型驅逐艦相似，兩類艦艇具有相似的隱身輪廓、推進配置和垂直發射系統佈局。 

### 動力
DDG(X) 將使用集成動力系統（IPS），這是朱姆沃爾特級驅逐艦所採用的現代集成渦輪電動驅動器。 與目前的美國海軍驅逐艦相比，這些艦艇的航程預計增加 50%，停留時間延長 120%，燃油消耗減少 25%。

### 感測器
這些感測器最初將是安裝在 Flight III 阿利·伯克級驅逐艦上的 AN/SPY-6 雷達的放大版本。 船體設計有未來升級感測器的規定，包括更大的雷達陣列。

### 武器
海軍表示，DDG(X) 的基線設計與 Fight III DDG-51 設計一樣，將包括 96 個標準垂直發射系統 (VLS) 單元，能夠合併12個大型導彈發射單元來代替 96 個標準 VLS 單元中的 32 個。 這些船隻最初將配備Mark 41垂直發射系統的32個單元模組，船體概念圖顯示了四個這樣的模組。除了Mk 41 模組之外，還可以接受用於高超音速導彈的大單元發射器，其中現有的海軍導彈（例如RIM-174標準飛彈和BGM-109戰斧巡弋飛彈）可以四裝到更大的發射筒中，利用Mk 的設計改進41單模組發射器和美國陸軍中程能力 (MRC) 計劃的 Typhon 發射器。概念圖還顯示該艦安裝了一門 5 英寸（127 毫米）/62 口徑 Mark 45 Mod 4主砲。 該級的升級版本還可能配備定向能量武器，雷射功率範圍為 150 至 600 kW。

## 相關連結
- 055型驱逐舰 中国
- 83型驱逐舰 英国
- DDX級驅逐艦 義大利
- P-18型驅逐艦 印度
- 暴風級驅逐艦 俄羅斯
- 朱瓦特級驅逐艦 美国